# The Lonesome Place
The Lonesome Place é um conto do escritor americano August Derleth . A história faz parte de uma coletânea de contos do livro Lonesome Places . Publicado em 1962 pela Arkham House Publishing, "The Lonesome Place" conta a história de dois meninos aterrorizados por uma criatura misteriosa que, segundo eles, vive em um silo de grãos abandonado em sua pequena cidade.

## Trama
The Lonesome Place é contada através dos olhos de Steve, o narrador, e seu melhor amigo, Johnny Newell. Os dois garotos têm muito medo do escuro e acreditam que algo está vivendo no "lugar solitário". O lugar solitário, como é chamado no conto, é um antigo elevador de grãos cercado por árvores altas e muitas pilhas de madeira do depósito de madeira que o cerca. A história começa com a mãe do narrador pedindo ao filho para entregar recados por ela antes do jantar ao anoitecer. Para o menino chegar à mercearia local, ele precisa atravessar o antigo depósito de madeira e passar pelo lugar solitário. À primeira vista, o depósito de madeira parece inofensivo o suficiente, mas depois que o sol se põe e as estrelas aparecem no céu, o depósito de madeira se torna um lugar onde sombras se espreitam e gritos ecoam pela escuridão e nunca mais são ouvidos. No livro, é dito que Johnny e Steve tendem a correr pelo lugar solitário, quando não conseguem evitá-lo por causa da criatura assustadora que eles acreditam que vive lá. Ambos têm suas próprias histórias arrepiantes de quando passaram pelo depósito de madeira e pelo silo de grãos à noite. Johnny conta ao narrador como a criatura quase o pegou na noite anterior, mostrando sua camisa rasgada como evidência de sua fuga quase ineficaz; o narrador retorna com um relato de como a ouviu bater e estalar a madeira durante sua própria passagem. Steve nunca viu a criatura, mas consegue sentir sua presença assustadora.
Quando os meninos passam correndo pelo lugar escuro, seus corações disparam e sua imaginação corre solta. Ao compararem suas experiências, eles evocam um monstro com grandes patas com garras, escamas, uma cauda longa, mas sem rosto. Essa criatura espera por crianças medrosas para caça-las. A criatura também é capaz de subir em árvores e se espreitar nelas. A criatura também é conhecida por se deitar perto da madeira, mas as crianças não conseguem vê-la pois é muito escuro no Lugar Solitário.
Quando o elevador de grãos é demolido e os meninos crescem, perdem o medo do Lugar Solitário, o monstro espera por outros meninos e meninas medrosos no escuro. Muitos dos meninos levam seus encontros para lá porque o depósito de madeira é assustador demais para as meninas. Quando Bobby Jeffers morreu ao ser atacado por algum tipo de animal, o narrador e Johnny acreditaram ser os responsáveis pela morte do menino, já que deixaram aquele monstro livre para se alimentar do medo de outra criança. Eles pensam que deveriam ter feito algo a respeito quando eram mais jovens. Agora que Bobby morreu, os dois meninos se sentem culpados por terem criado o monstro a partir de seus próprios medos.

## Recepção
No The Sidney Williams Journal, "The Lonesome Place" é descrito como "uma das histórias de terror perfeitas que foca no uso da imaginação". 